# Saison 2024-2025 de l'Union sportive dacquoise
La saison 2024-2025 de l'Union sportive dacquoise est la seizième saison du club landais en seconde division professionnelle du championnat de France, la deuxième depuis son retour dans l'antichambre de l'élite française du rugby à XV.
L'équipe évolue cette saison de Pro D2 sous les directives du manager Jean-Frédéric Dubois, des entraîneurs Hervé Durquety, Olivier August et Éric Artiguste, du consultant Marc Dal Maso, ainsi que sous la supervision du président Benjamin Gufflet.

## Avant-saison

### Objectifs du club
Au sortir de la saison 2023-2024 aux ambitions initiales atteintes et surpassées, avec une qualification en phase finale acquise après avoir assuré son maintien, l'objectif de cette deuxième saison en Pro D2 reste en phase avec les moyens à disposition : le maintien parmi les clubs de la deuxième division de l'élite française,,,. La mission du groupe d'entraîneurs est renouvelée afin d'accompagner cette dynamique,.

### Transferts estivaux
Le contrat des entraîneurs est prolongé en vue de cette nouvelle saison,, y compris la mission d'Olivier August dorénavant à plein temps sur le banc dacquois,.
En amont de la fin de la saison précédente, le club officialise le départ de six joueurs, mettant à l'honneur la majorité d'entre eux sur la composition de l'équipe pour le dernier match à domicile. Faitotoa Asa et Maxime Delonca continuent leur carrière en division amateur, respectivement à l'US Tyrosse en Fédérale 1 et au Rion Morcenx Club Rugby en Fédérale 2. Ilikena Bolakoro met un terme à sa retraite de joueur avant de signer en division amateur sous les couleurs du Rugby Club Orléans tout juste promu en Nationale 2, tout comme Elvis Levi qui se reconvertit en tant qu'entraîneur auprès des espoirs du Biarritz olympique ; Matthew Luamanu n'est lui aussi pas prolongé. D'un âge moins avancé que les précédents, Alex McHenry ne voit pas son année optionnelle activée en raison de son statut non-JIFF, malgré la satisfaction apportée auprès des entraîneurs ; il continue sa carrière en Australie avec l'Eastern Suburbs RUFC. Parmi les départs supplémentaires, bien qu'il soit encore sous contrat, Joshua Furno demande à être libéré de sa dernière année de contrat ; le club accède à sa demande sous condition de ne pas rejoindre un autre club de Pro D2. De même, Théo Dachary demande également à être libéré mais pour des motivations différentes, ce dernier étant peu utilisé par les entraîneurs dacquois et en recherche de temps de jeu ; il rejoint ainsi le Rouen NR, club relégué de Pro D2 vers la Nationale.
Parmi les nombreuses prolongations, Paul Ausset, Thibaud Dréan, Théo Duprat et Iban Hiriart-Urruty signent une extension de deux saisons, tandis que Sylvère Reteau prolonge pour trois saisons. Arnaud Aletti, Hugo Cerisier, Théo Gatelier et Ratu Nacika, déjà sous contrat jusqu'à la fin de la saison à venir, signent quant à eux une extension de contrat jusqu'en 2027.
Le nombre de recrues est légèrement inférieur à celui des départs au sein du groupe professionnel, tous n'étant pas compensés numériquement ; le recrutement s'axe sur les postes aux places vacantes afin de conserver un effectif stable par rapport à la saison précédente, et privilégie le statut de joueur issu des filières de formation (JIFF),,. La première recrue officialisée est le pilier Dino Casadeï en provenance du Stade montois voisin ; de premiers contacts avaient été établis deux ans plus tôt, dans le cadre d'un prêt avorté pour raisons administratives. Le centre fidjien Jale Vatubua au statut JIFF, non prolongé au sein de l'effectif de la Section paloise, signe un contrat de deux saisons et remplace Ilikena Bolakoro, notamment dans son rôle officieux de « guide » expérimenté auprès des jeunes joueurs fidjiens de l'équipe,. Le deuxième ligne Alexandre Manukula rejoint l'effectif dacquois pour trois années, en provenance de Colomiers Rugby dans la même division, remplaçant numériquement Matthew Luamanu. Le recrutement des joueurs de l'équipe première est complété par l'arrivée de deux joueurs des divisions inférieures, le talonneur Kito Falatea depuis Bourges XV en Fédérale 2 pour une saison plus une optionnelle, ainsi que le deuxième-troisième ligne Lucas Guillaume du SC Albi, pensionnaire de Nationale recruté tardivement en réponse au départ de Joshua Furno et paraphant un contrat de deux années. Parmi les arrivées avortées, l'ancien arrière non-JIFF du Rouen NR Peter Lydon n'intègre pas le groupe professionnel malgré une contractualisation de deux saisons.
Le centre de formation enregistre quatre arrivées. Le deuxième ligne espoir de l'Union Bordeaux Bègles Amine Maalla rejoint la structure dacquoise en signant un contrat de deux saisons, tandis que son coéquipier ailier Diego Miranda paraphe pour sa part un double contrat fédéral lui permettant d'être appelé à intégrer l'équipe de France de rugby à sept. Deux autres espoirs d'équipes de Top 14 rejoignent également les rangs dacquois, l'ailier Louis Couget en provenance de l'Aviron bayonnais, alors que le centre Noah Nene du Stade français Paris fait quant à lui l'objet d'un prêt pour la saison 2024-2025 afin d'acquérir du temps de jeu en Pro D2. Plusieurs membres de la saison précédentes s'étant révélés en équipe première sont quant à eux prolongés : Bastien Daguerre et Jope Naseara voient leur contrat actif pour trois années supplémentaires,. D'autres pensionnaires retournent à plein temps auprès de l'équipe espoir dacquoise, tels Tom Dourthe, Jules Lartigau et Roman Œillet.
Parmi les départs au sein du centre de formation, Killian Larrart reste pour sa part en Pro D2, rejoignant la structure de l'US Montauban, tandis qu'Enzo Saytour s'engage avec le promu, le Stade niçois. De manière non exhaustive, d'anciens pensionnaires rejoignent des clubs environnants en divisions fédérales : Gysbert du Preez fait ainsi l'objet d'un prêt auprès de l'US Salles en Nationale 2, ; Alexis Duprouilh et Flavien Laforie intègrent quant à eux les clubs landais de l'US Mugron et du Rion Morcenx CR en Fédérale 2, tandis que Maxens Guery s'engage en Gironde avec le CA Lormont dans la même division.
En préparation de la saison 2025-2026, le club acte très tôt la prolongation de plusieurs joueurs. Entre autres, les premières signatures officialisées ont lieu dès le mois de septembre 2024, avec Jean-Baptiste Singer et Benjamin Puntous.

### Préparation de la saison
La reprise de l'entraînement pour les joueurs rouge et blanc est arrêtée le 26 juin, avant un stage de pré-saison organisé à Saint-Lary-Soulan dans les Pyrénées, la semaine du 8 juillet.
Le calendrier de la saison 2024-2025 est dévoilé par la Ligue nationale de rugby le 10 juillet. L'US Dax débute ainsi le championnat contre l'US Montauban au stade Maurice-Boyau ; le derby landais se joue début mi-novembre à domicile, puis fin avril sur le terrain de Mont-de-Marsan.
L'équipe dispute deux matchs amicaux durant l'été, contre le Biarritz olympique sur la pelouse d'Aguiléra le 10 août, avant d'affronter le SU Agen six jours plus tard au stade municipal de Capbreton ; aucune rencontre n'est organisée à domicile cette intersaison en raison des travaux de rénovation des infrastructures du stade Maurice-Boyau. Après une rencontre conclue sur un score lourd où l'engagement est remis en question face à celui de son hôte basque (33 à 5), les Landais montrent un autre visage plus appliqué lors du deuxième match amical joué sur terrain neutre contre les Lot-et-Garonnais (17 à 12),.

## Saison régulière

### Championnat

#### Journées 1 à 5
L'US Dax entame sa deuxième saison d'affilée en Pro D2 à domicile, contre l'US Montauban. Après un début de rencontre disputé mais sans concrétisation entre les deux équipes, le score évolue rapidement vers la 20e minute de jeu : d'abord par l'intermédiaire des avants dacquois, auxquels les Tarn-et-Garonnais répondent en égalisant rapidement après le renvoi. Les locaux réagissent en creusant l'écart avant la mi-temps, avec un essai de trois-quarts puis sur ballon porté. La seconde partie de la rencontre sera quant à elle moins fertile en points inscrits, la défense rouge et blanche contenant les deux occasions d'essai des visiteurs ; bien que ces derniers franchissent la ligne d'en-but en fin de match, la victoire reste assurée, sur le score de 24 à 12,.
Bien qu'en déplacement lointain, l'US Dax et son hôte du soir le Valence Romans DR offrent une prestation disputée. Les visiteurs prennent tout d'abord un avantage conséquent avec deux essais inscrits en un quart d'heure. L'écart se réduit néanmoins rapidement, les locaux profitant d'une supériorité numérique sur carton jaune. Le score reste par la suite indécis, avec un essai dacquois avant le retour aux vestiaires, puis un essai pour chaque équipe à la reprise, pour un score intermédiaire de 23 à 26 à la 46e minute. La suite de la rencontre se résume au tableau de score à un duel de buteurs. Dans les dix dernières minutes de jeu, les Landais prennent un maigre avantage de trois points ; les Drômois, avec une pénalité accordée dans le camp dacquois permettant une potentielle égalisation, choisissent de taper en touche afin de privilégier l'essai. Après une longue séquence sur la ligne d'en-but, la défense dacquoise finit d'assurer une victoire 29 à 32 sur le terrain de Valence, ; cette dernière classe l'US Dax à la première place ex aequo de la Pro D2.
La troisième journée oppose deux équipes encore invaincues, l'US Dax accueillant Colomiers Rugby. Les rouge et blanc réalisent un début de première mi-temps quasiment sans accroc, inscrivant deux essais en vingt minutes malgré une défense columérine dense, mais voient leur écart acquis réduit à la mi-temps. Bien que les locaux inscrivent un nouvel essai à la reprise, les visiteurs haussent leur niveau de jeu : grâce aux points convertis sur coup de pied et pénalité et à un deuxième essai inscrit, ils prennent l'avantage vers l'heure de jeu. Les Landais mènent à nouveau au score grâce à une pénalité dix minutes plus tard afin d'assurer une courte victoire 25 à 24,.
Bien qu'elle se présente sur le terrain du FC Grenoble avec une équipe fortement remaniée par rapport au précédent match, suivant les rotations fréquentes œuvrées par les entraîneurs afin d'aligner des compositions homogènes, l'US Dax réalise une bonne entame de match, inscrivent notamment un essai dans la suite d'un rebond favorable sur un drop non converti et prenant dix points d'avance. Le score se rééquilibre par la suite avec la réaction des Isérois. La fin de la rencontre est quant à elle à l'avantage des locaux à partir de l'heure de jeu : après une égalisation sur essai, les Grenoblois creusent ensuite l'écart avec deux coups de pied de pénalité, récupérant la victoire tout en ôtant le point de bonus défensif aux visiteurs sur la sirène. S'inclinant 19 à 13, l'invincibilité des rouge et blanc prend ainsi fin lors de cette 4e journée,.
Le premier bloc de rencontres de championnat prend fin avec la réception du Soyaux Angoulême XV. Malgré des premiers points inscrits dès le début de la rencontre, cette dernière est marquée par un rythme haché par des conditions météorologiques pluvieuses et les nombreuses pénalités sifflées contre les différents acteurs. Après un score nul de 3 à 3 à la mi-temps, les Charentais parviennent à franchir la ligne d'en-but dès la reprise de la seconde période. Bien que les locaux réduisent l'écart à l'heure de jeu grâce à l'apport des remplacements, le jeu reste freiné via l'indiscipline sanctionnée à multiples reprises et la défense des visiteurs. Une dernière pénalité sifflée lors de la dernière minute de jeu contre les Dacquois est convertie par le buteur charentais, ayant pour conséquence la perte du bonus défensif avec un écart final de 8 à 16. L'invincibilité du club devant son public, active depuis près d'une année, prend ainsi fin,.

#### Journées 6 à 10
Le deuxième bloc de rencontres commence avec le déplacement de l'US Dax sur le terrain du SU Agen. Les locaux prennent rapidement l'avantage en début de partie, pourtant peu habitués à ouvrir le score sur leur début de championnat. Menés 10 à 3 à la mi-temps, les rouge et blanc inscrivent également un essai en début de seconde période après avoir opté pour un changement de style de jeu, égalisant par la même occasion. Après que les Landais aient manqué l'occasion de renverser le score sur pénalité à l'heure de jeu, les Lot-et-Garonnais surprennent ces derniers en franchissant la ligne d'en-but peu après, puis en leur ôtant leur point de bonus défensif en fin de partie, s'imposant 20 à 10,.
La rencontre suivante rassemble deux équipes alors en manque de résultats : Oyonnax Rugby, ancien pensionnaire de Top 14, se déplace ainsi sur la pelouse de l'US Dax. Après une entame de match retenue, les locaux prennent le contrôle de la partie en l'espace de dix minutes, franchissant la ligne d'en-but une première fois via ses avants puis à deux nouvelles reprises par l'intermédiaire d'un jeu de passe et sur course de ses arrières. Les Aindinois parviennent tout de même à répondre avant la mi-temps, rentrant aux vestiaires avec un retard de 22 à 8. La seconde mi-temps est quant à elle moins fertile en points inscrits, évoluant surtout dans les dix dernières minutes pour un score final de 28 à 15,.
En déplacement chez le CA Brive, les Dacquois prennent rapidement le contrôle de la première mi-temps contre la faveur des pronostics avec dix points marqués en autant de minutes. Les locaux réduisent l'écart à la demi-heure de jeu en inscrivant un essai, mais sont doublement pénalisés en l'espace de deux minutes avec un avertissement et une exclusion. Les Corréziens reprennent néanmoins l'initiative du jeu au retour des vestiaires, concrétisant leur pression sur la ligne d'en-but et renversant le score vers la 70e minute. Menés pour la première fois du match de deux points, les joueurs rouge et blanc répliquent en fin de match et obtiennent une pénalité après la sirène ; non convertie face aux perches, ils s'inclinent 15 à 13 et obtiennent malgré la physionomie de la rencontre un bonus défensif,.
L'US Dax reçoit ensuite devant son public le promu de cette saison, le Stade niçois. Les Azuréens font preuve d'ambition malgré leur statut et leur place au classement, et profitent tout au long de la partie de l'indiscipline landaise afin de rester à flot au tableau de score via les coups de pied de pénalité transformés. Rapidement menés après le coup d'envoi, les locaux répliquent immédiatement par deux essais afin de reprendre l'avantage au score ; cette avance reste à chaque fois fragile, réduite à trois points par le buteur niçois au retour des vestiaires. Malgré un troisième essai pour le compte de l'USD, les joueurs du Stade niçois continuent de mettre la pression au score, franchissant pour la première fois la ligne d'en-but. Durant les vingt dernières minutes de jeu toujours sous le spectre d'un écart minime de trois points, les Dacquois restent dans le camp adverse pour tenter de récupérer un potentiel bonus offensif ; la dernière action au crédit des Niçois manque néanmoins de peu de renverser le cours de la rencontre. Cette dernière se termine sous tension sur le score de 22 à 19,.
Le match suivant joué sur la pelouse de l'AS Béziers se déroule quant à lui à sens unique. Bien qu'elle ouvre le score et bénéficie dans un premier temps d'une supériorité numérique, l'US Dax subit plusieurs sorties sur blessures en première mi-temps et concède trois essais à zéro. Distancée à la pause, si l'attaque dacquoise arrive ensuite à exploiter de rares munitions afin de franchir la ligne d'en-but à deux reprises, l'efficacité biterroise ne fléchit pas, faisant grimper le score final jusqu'à 50 à 17,.

#### Journées 11 à 15
La première manche du derby landais est délocalisée par les instances de l'US Dax au stade Jean-Dauger de Bayonne, afin de bénéficier d'une « capacité d'accueil démultipliée » et d'une meilleure « exposition médiatique ». Après une entame marquée par l'intention des deux équipes landaises, le match voit ses premiers essais inscrits par les Dacquois vers la 20e minute, franchissant la ligne d'en-but à deux reprises en l'espace de près de cinq minutes, tout en faisant preuve d'une défense hermétique jusqu'à la mi-temps. Les erreurs de jeu des Montois sont pénalisées par une expulsion vers la 50e minute, mais qui se remobilisent rapidement en marquant un essai peu après. Un nouveau carton contre les jaune et noir, cette fois-ci jaune, réduit les visiteurs à 13 mais n'entament pas leurs efforts défensifs. Les rouge et blanc déverrouillent la défense adverse à l'usure après de longues minutes, avec un essai inscrit dix minutes avant la fin de la rencontre, puis un dernier deux minutes avant la sirène permettant d'arracher un bonus offensif en plus de la victoire 40 à 11,.
En déplacement lointain sur le terrain de l'USO Nevers au retour de la trêve automnale, les Dacquois marquent un premier essai dès les premières minutes de match, auxquels les Neversois répondent rapidement à deux reprises. Le tableau de score se stabilise ensuite jusqu'à la fin de la mi-temps qui voit les visiteurs passer la ligne d'en-but par l'intermédiaire d'un jeu au pied et reprendre ainsi l'avantage. Les joueurs de l'USD creusent par la suite l'écart avec deux essais supplémentaires avant l'heure de jeu, ce qui permettra au bout du compte de conserver la victoire malgré le retour de ceux de l'USON revenant à portée d'un match nul potentiel en fin de rencontre. L'US Dax s'impose ainsi pour la deuxième fois de la saison à l'extérieur, sur le score de 24 à 31,.
Les joueurs de l'US Dax commencent leur paire de derniers matchs à domicile de l'année civile avec la réception de leur voisin basque, le Biarritz olympique, sur une pelouse gorgée par les fortes précipitations pluvieuses de la journée. La physionomie de jeu, impactée par l'état de cette dernière, se limite en début de partie à un duel de buteurs, les Dacquois répondant aux premiers points des Biarrots avant de concrétiser un premier essai sur ballon porté. En seconde mi-temps, la défense des locaux contient les assauts adverses jusqu'à la 70e minute, sanctionnée d'un essai de pénalité assorti de deux cartons jaunes dans le jeu. Menés de six points, les joueurs du BO mettent à profit leur double supériorité numérique afin de franchir la ligne d'en-but et prendre l'avantage avant que la sirène ne retentisse. Héritant de la dernière possession, le XV dacquois envoie le ballon en bout de ligne et parvient de justesse à marquer un essai transformé, récupérant la victoire en s'imposant finalement 26 à 20,.
En ouverture de la 14e journée, l'US Dax accueille Provence Rugby, une nouvelle équipe de haut de classement une semaine après la réception du Biarritz olympique. Les débuts de la rencontre sont entre les mains du buteur aixois, mettant à profit l'indiscipline dacquoise sanctionnée à quatre reprises. La réaction des locaux intervient après une demi-heure de jeu, franchissant la ligne d'en-but à deux reprises afin de réduire l'écart avant la mi-temps. Au retour des vestiaires, les Provençaux ne parviennent qu'à conforter leur avance face aux perches à défaut de franchir la défense adverse ; les Landais inscrivent quant à eux un troisième essai à l'heure de jeu, prenant l'avantage pour la première fois de la partie. Bien qu'ils aient une avance de cinq points et un bonus offensif virtuel entre les mains, ces derniers sont rattrapés par les visiteurs inscrivant leur premier essai cinq minutes avant la sirène et acquérant une avance de deux unités au tableau de score. Les Dacquois continuent leur offensive, provoquant une faute provençale dans la moitié de terrain adverse sur la sirène ; convertie sur coup de pied de pénalité, ils l'emportent ainsi 23 à 22 dans une fin de match similaire à celle de la semaine précédente, et se hissent par la même occasion dans la zone de classement des qualifiables,.
Lors du déplacement sur la pelouse du Stade aurillacois, les locaux donnent rapidement le ton et ouvrent la rencontre sur un essai prompt. Après une réponse en milieu de première période par les visiteurs, franchissant à deux reprises la ligne d'en-but, les Cantaliens récupèrent l'avantage en capitalisant sur les fautes adverses dans les dernières minutes avant le renvoi aux vestiaires. Bien que les Landais font preuve d'intention dès la reprise, les joueurs aurillacois imposent à nouveau leur rythme à partir de l'heure de jeu. Avec un écart de jeu de cinq points pour ces derniers peu avant la sirène, conclu par un duel de buteurs, la dernière pénaltouche dacquoise obtenue ne permet de renverser le score et de réitérer le scénario des deux derniers matchs. Sur le score final de 27 à 22, l'US Dax termine ainsi l'année civile en ramenant un point de bonus défensif et reste positionnée parmi les équipes qualifiables,.

#### Journées 16 à 20
L'année 2025 de l'Union sportive dacquoise commence avec une rencontre de haut de tableau, accueillant le CA Brive, dauphin du championnat. Sous un climat pluvieux, la concrétisation au score des attaques des deux équipes se réduit, bien que les Dacquois marquent à deux reprises dans le premier quart d'heure avant que le jeu ne retombe. La configuration de la seconde mi-temps reste similaire à la première, bien que les deux équipes se tournent dorénavant vers leurs buteurs afin de faire évoluer le tableau de score. Une expulsion dans les rangs brivistes lors des dernières minutes permet aux Dacquois de mettre à profit leur supériorité numérique en obtenant un bonus offensif sur ballon porté, s'imposant 22 à 9,.
Entamant une suite de deux déplacements, tout d'abord sur le terrain de Colomiers Rugby, les Landais délivrent une prestation moins inspirée que la semaine précédente. Ils encaissent un essai dès les premières minutes de jeu et sont pénalisés à plusieurs reprises dans le jeu, accumulant deux sorties sur carton jaune dans un laps de temps réduit ; la mi-temps est sifflée avec un écart de près de vingt points et déjà un bonus offensif virtuellement encaissé. La seconde période voit les visiteurs faire preuve d'intentions plus concrètes, parvenant à relancer le cours de la rencontre et réduisant leur retard au tableau de score jusqu'à six points avec un drop inscrit à l'heure de jeu. Néanmoins, alors que l'issue comptable paraissait définitivement scellée vers la 75e minute avec un nouvel essai columérin, la fin de la partie se libère avec un total de trois essais en près de dix minutes, pour un score final de 43 à 16,.
Le début de la rencontre entre le Soyaux Angoulême XV et l'US Dax, marquée par de fortes conditions pluvieuses et venteuses, est tout d'abord équilibrée, chaque équipe franchissant une première fois la ligne d'en-but adverse dès les dix premières minutes de jeu, et le score restant nul jusqu'à la moitié de la mi-temps. Encaissant deux nouveaux essais avant la mi-temps mais conservant un retard mesuré à la pause, les visiteurs font ensuite face à une équipe charentaise plus conquérante. Bénéficiant de peu d'occasions de quitter leur moitié de terrain, ils s'inclinent finalement 46 à 23. À la suite de ces deux défaites consécutives en déplacement avec une issue similaire, les Dacquois perdent leur place au sein des six premiers du championnat,.
Dans la suite de ses deux déplacements infructueux, l'US Dax accueille sur sa pelouse le Valence Romans DR, avant-dernier du classement, à nouveau dans des conditions météorologiques défavorables. Après un premier essai dacquois dès l'entame de la partie, la physionomie de jeu se résume à une accumulation de fautes de main ; les joueurs de la Drôme profitent d'ailleurs d'une des erreurs adverses afin de marquer à leur tour dix minutes plus tard. Plus fermée, la fin de la mi-temps voit les buteurs capitaliser les occasions de marquer au pied, les deux équipes se quittant à la pause avec un léger avantage des visiteurs. La suite de la rencontre reprend dans un style similaire, les deux équipes privilégiant le jeu d'occupation dans l'optique de tenter un maximum de coups de pieds de pénalité devant les perches. Bien que les rouge et blanc reprennent l'avantage vers la 75e minute, le VRDR parvient à gratter un ballon vers la ligne d'en-but dacquoise, qui se conclura sur un essai après la sirène : ils s'imposent finalement 17 à 23, privant même leur hôte du bonus défensif,.
L'équipe dacquoise se présente par la suite sur la pelouse de Oyonnax Rugby avec un effectif remanié composé de plusieurs joueurs espoirs. Après un début de mi-temps équilibré au tableau de score dans le premier quart d'heure, les Landais voient leurs opposants reprendre l'avantage, tout en limitant leur retard comptable. Le jeu reprend ensuite dans un style similaire à la première moitié de la rencontre, avec un nouveau score nul vers l'heure de jeu ; alors que les actions offensives n'atteignant plus la ligne d'en-but pour les deux équipes, les visiteurs parviennent à égaliser une nouvelle fois sur coup de pied de pénalité dans les dernières minutes, puis choisissent d'assurer la possession du ballon dans l'ultime minute. Le match à l'extérieur se conclut ainsi avec un résultat positif au classement grâce au match nul 23 à 23,.

#### Journées 21 à 25
Après une suite de trois défaites interrompue par ce match nul en déplacement, l'US Dax entame une série inverse avec trois réceptions en quatre matchs, accueillant le premier du championnat, le FC Grenoble. Après un début de rencontre rythmé par les actions offensives des deux équipes protagonistes, le tableau de score évolue rapidement à partir de la moitié de la mi-temps, le buteur grenoblois répondant à l'essai dacquois pour prendre l'avantage. Alors que les visiteurs franchissent également la ligne d'en-but en seconde période, et que les rouge et blanc parviennent à maintenir l'écart comptable et entretenir l'enjeu de longues minutes sans pour autant parvenir à déverrouiller la défense adverse, une contre-attaque rapide du FCG scelle le sort de la partie à cinq minutes de son terme ; malgré un dernier baroud d'honneur, les Dacquois s'inclinent 18 à 29,.
La réception de l'USO Nevers fait suite à celle du FC Grenoble, accueillant cette fois un candidat au maintien. La majorité de la rencontre se joue avec une physionomie très défensive, laissant peu de place aux opportunités des attaques. Peu avant la mi-temps, alors que le score est à peine de 3 à 3, les Nivernais franchissent les premiers la ligne d'en-but. Menés au score devant leur public, les Dacquois font preuve de réaction dès le retour sur le terrain mais restent sous la pression des visiteurs : inscrivant un essai peu après avoir vu le quinze remanié avec l'apport de l'ensemble des remplaçants et reprenant l'avantage, ce dernier reste de courte durée. Dans les dix dernières minutes de jeu, ils s'emploient à nouveau à renverser l'issue de la partie, récupérant une maigre avance d'un point par l'intermédiaire d'un essai, rapidement mise à mal par un coup de pied de pénalité converti par le buteur de l'USON deux minutes plus tard : les rouge et blanc s'inclinent 17 à 19,.
Avant une période de pause dans le calendrier, l'accueil de l'US Dax par le Biarritz olympique met en opposition deux équipes sur une dynamique comptable négative. Dans ce match à enjeu entre équipes voisines basque et landaise, les visiteurs prennent le contrôle de la majorité de la première mi-temps ; les attaques prolifiques inscrivent deux essais à tour de rôle, avant que les Biarrots ne prennent pour la première fois l'avantage à la demi-heure de jeu avec une troisième réalisation. Alors que le retour aux vestiaires a lieu sur un score élevé mais étriqué de 24 à 20, ce dernier évolue moins rapidement par la suite. À l'heure de jeu, les Dacquois reprennent l'avantage avec un nouvel essai et bénéficient d'un écart de six points à la fin du temps de jeu ; les joueurs du BO parviennent néanmoins sur la dernière possession et plusieurs actions de jeu à franchir la ligne d'en-but et convertir la transformation face aux poteaux, renversant de justesse l'issue du match sur le score final de 34 à 33,.
Évoluant devant son public au retour de la trêve et en ouverture de la 24e journée, l'US Dax accueille l'AS Béziers après sept matchs sans victoire, alors que son adversaire du soir est en quête de résultat dans sa course à la qualification. Bien qu'ils dominent la première mi-temps, les rouge et blanc ne parviennent pas à faire céder la défense biterroise ; l'indiscipline de ces derniers permet d'obtenir une maigre avance face aux perches, mais n'est pas exploitée lors des supériorités numériques sur cartons jaunes adverses. Après une seconde période similaire, le cours de la rencontre se débloque finalement vers la 70e minute avec deux essais inscrits par les Dacquois à quatre minutes, puis un troisième synonyme de bonus offensif après la fin du temps règlementaire ; ils s'imposent 33 à 6 et reprennent des points au classement avant d'entreprendre une série de deux déplacements,.
Provence Rugby accueille l'US Dax sur son terrain après une lourde défaite en déplacement, malgré son promu de prétendant à la phase finale. Dans ce contexte, les Aixois confirment leur statut de favori devant leur public, inscrivant trois essais dès le premier quart d'heure, pour un total de cinq à la mi-temps. Malgré une entrée quasi-intégrale du banc dacquois à la mi-temps, les Landais ne parviennent pas à changer la dynamique de jeu, n'inscrivant aucun point tout au long de la partie tandis que leurs hôtes continuent sur leur lancée, avec un bilan final de neuf essais pour un score de 57 à 0,.

#### Journées 26 à 30
Après la contreperformance en Provence, l'US Dax se présente chez un autre prétendant aux places qualificatives, l'US Montauban. Après un premier quart d'heure équilibré, les lignes arrières locales débloquent les intentions offensives avec deux essais successifs, puis un troisième en fin de première période. L'écart du score est néanmoins attenué peu avant le retentissement de la sirène, les joueurs montalbanais étant sanctionnés d'un carton rouge puis d'un essai dacquois. Cette supériorité numérique n'est néanmoins pas capitalisée par ces derniers en seconde période, bien qu'ils parviennent à réduire l'écart au score à sept points à deux reprises, avant de s'incliner 35 à 23 pour un résultat comptable nul au classement, glissant à six points de la 15e place synonyme de barrage pour le maintien,.
Avec quatre journées restantes avant la fin de la phase régulière, l'accueil du Stade aurillacois, pensionnaire de la 15e place, revêt un fort enjeu dans la lutte pour le maintien, d'autant plus avec la dynamique défavorable des Dacquois depuis le début de l'année civile. Malgré la tension sportive, la première mi-temps voit les deux équipes prendre à tour de rôle l'ascendant au tableau de score, avec trois essais à deux pour les locaux. La seconde période, sujette à une pluie battante ne permet pas la même adresse et mobilité du ballon, et les essais sont remplacés par des coups de pieds de pénalité tout en gardant un écart de score relativement réduit. Bien que les Cantaliens reviennent à portée du bonus défensif en fin de rencontre, les Landais les gardent à distance et assurent une victoire 26 à 21 leur assurant plus d'aisance au classement sur la place de barragiste,.
La manche retour du derby landais, à Mont-de-Marsan, met en opposition deux équipes encore en recherche de leur maintien, avec un enjeu plus important pour le Stade montois à la vue du classement. Les locaux maîtrisent la rencontre dès la première mi-temps, creusant l'écart avec trois essais inscrits contre aucun encaissé à la demi-heure de jeu. Bien qu'ils profitent ensuite de l'indiscipline locale, notamment sanctionnée par un essai de pénalité avant la mi-temps, les Dacquois ne parviennent pas à concrétiser leurs actions dans la seconde mi-temps. Une contre-attaque montoise en fin de rencontre dissipe les possibilités d'un retour au score ; l'essai dacquois inscrit sur la sirène, privant leurs hôtes du bonus offensif, ne change pas le cours de la rencontre et acte la défaite sur le score de 34 à 20. À l'aube d'une dernière trêve dans le championnat, et à deux journées du terme de la phase régulière, l'US Dax n'est pas encore mathématiquement assurée du maintien,.
Bien qu'elle bénéficie d'un calendrier favorable, la réception du SU Agen est l'occasion pour l'US Dax d'acter officiellement son maintien en Pro D2 lors de cette 29e journée. Les deux opposants sont pris par l'enjeu de la rencontre, les Lot-et-Garonnais étant également à la recherche d'un résultat comptable dans le même objectif que leurs hôtes. Dans cette optique, les visiteurs privilégient plutôt les points au pied plutôt que de viser l'essai via des pénaltouches. Malgré un rythme saccadé ponctué par l'indiscipline des deux formations, les Dacquois marquent le seul essai de la partie en première période. Après un score réduit de 7 à 3 à la pause, bien que réduits à treize joueurs en début de seconde période, les Agenais reprennent leurs tentatives devant les perches pour engendrer des points, que ce soit en drop ou sur pénalité. L'écart de score se réduit à deux reprises à une seule unité, entretenant le climat de tension dans la rencontre. Avec une victoire courte 10 à 9, les rouge et blanc assurent finalement leur maintien à une journée du terme du championnat,.
Parmi les dernières rencontres de championnat, l'US Dax maintenue se déplace chez le Stade niçois dont la relégation est déjà actée, soit un match sans enjeu comptable. Alors que les Azuréens jouent un dernier match de Pro D2 devant leur public, ils font preuve d'une meilleure domination dans le jeu, marquant rapidement et à plusieurs reprises. Bien que les Dacquois parviennent à équilibrer le score autour de la mi-temps, les locaux reprennent ensuite l'initiative tandis que leurs visiteurs ne trouvent plus de solution offensive ; le Stade niçois s'impose finalement 34 à 19 avec un point de bonus offensif symbolique. L'US Dax termine ainsi sa saison à la 11e place du championnat,.

### Transferts durant la saison
L'US Dax enregistre plusieurs mouvements dans son effectif pendant le déroulement de la saison.
Le pilier Matthieu Loudet choisit de mettre un terme à sa carrière de joueur professionnel au mois de novembre 2024 après un accord commun avec son club, peu utilisé la saison précédente et n'ayant joué aucun match officiel depuis, ainsi qu'afin de se consacrer à sa reconversion dans la restauration. Deux semaines plus tard, l'arrière Peter Lydon, contractuellement lié au club mais n'ayant pas intégré le groupe sur choix des entraîneurs, fait l'objet d'un prêt jusqu'à la fin de la saison vers le Soyaux Angoulême XV, l'un des pensionnaires de la division.
Afin de pallier l'absence sur blessure de Jope Naseara, l'ailier fidjien Viliame Tutuvuli renforce l'équipe début décembre en tant que joker médical, en provenance de l'ASM Clermont Auvergne,.

### Détail des matchs officiels
L'US Dax dispute 30 rencontres officielles durant la saison, participant au championnat de 2e division.

### Classement et statistiques
L'US Dax termine le championnat à la onzième place avec 13 victoires, 1 nul et 16 défaites. Avec sept points de bonus supplémentaires, dont trois offensifs et quatre défensifs, le club dacquois totalise 61 points, soit quatre points de plus que le barragiste pour le maintien. Avec quatre défaites à domicile contre deux victoires et un nul à l'extérieur, il présente un bilan négatif au classement britannique hors points de bonus.
À la fin de la saison régulière, il se classe en tant qu'avant-dernière attaque du championnat avec 634 points inscrits,, dont 66 essais et 66 pénalités. Sur le plan défensif, il finit huitième défense avec 745 points encaissés,, dont 82 essais et 71 pénalités. Il accumule 25 cartons jaunes pour aucun rouge.
Sa plus large victoire est celle remportée à domicile contre le Stade montois sur le score de 40 à 11, tandis que sa plus large défaite est concédée 57 à 0 chez Provence Rugby.
| Rang | Club                | J  | V  | N | D  | Bo | Bd | Pm  | Pe  | Diff | Pts |
| ---- | ------------------- | -- | -- | - | -- | -- | -- | --- | --- | ---- | --- |
| 1    | FC Grenoble         | 30 | 21 | 0 | 9  | 11 | 3  | 987 | 677 | +310 | 98  |
| 2    | CA Brive            | 30 | 20 | 0 | 10 | 10 | 4  | 764 | 615 | +149 | 94  |
| 3    | Colomiers Rugby     | 30 | 18 | 1 | 11 | 7  | 5  | 926 | 778 | +148 | 86  |
| 4    | Provence Rugby      | 30 | 17 | 1 | 12 | 7  | 5  | 818 | 722 | +96  | 82  |
| 5    | Soyaux Angoulême XV | 30 | 17 | 2 | 11 | 6  | 2  | 761 | 727 | +34  | 80  |
| 6    | US Montauban        | 30 | 17 | 0 | 13 | 4  | 5  | 781 | 762 | +19  | 77  |
| 7    | AS Béziers          | 30 | 16 | 0 | 14 | 7  | 6  | 769 | 695 | +74  | 77  |
| 8    | Valence Romans DR   | 30 | 13 | 0 | 17 | 4  | 8  | 840 | 782 | +58  | 64  |
| 9    | Biarritz olympique  | 30 | 14 | 0 | 16 | 4  | 5  | 718 | 757 | -39  | 64¹ |
| 10   | USO Nevers          | 30 | 14 | 0 | 16 | 3  | 3  | 706 | 857 | -151 | 62  |
| 11   | US Dax              | 30 | 13 | 1 | 16 | 3  | 4  | 634 | 745 | -111 | 61  |
| 12   | Oyonnax Rugby R     | 30 | 12 | 1 | 17 | 6  | 5  | 749 | 716 | +33  | 61  |
| 13   | Stade montois       | 30 | 13 | 0 | 17 | 3  | 5  | 768 | 838 | -70  | 60  |
| 14   | SU Agen             | 30 | 12 | 0 | 18 | 3  | 8  | 699 | 727 | -28  | 59  |
| 15   | Stade aurillacois   | 30 | 13 | 0 | 17 | 2  | 3  | 700 | 873 | -173 | 57  |
| 16   | Stade niçois P      | 30 | 7  | 0 | 23 | 1  | 6  | 592 | 941 | -349 | 35  |

|  | Qualification pour les demi-finales (no 1, no 2).                               |
|  | Qualification à domicile pour les barrages (no 3, no 4).                        |
|  | Qualification à l'extérieur pour les barrages (no 5, no 6).                     |
|  | Reversé en match de barrage contre le finaliste de Nationale 2024-2025 (no 15). |
|  | Relégation en Nationale 2025-2026 (no 16).                                      |
|  | R : relégué de Top 14 2023-2024 • P : promu de Nationale 2023-2024              |

## Joueurs et encadrement technique

### Encadrement technique
L'équipe est entraînée cette saison par Jean-Frédéric Dubois en tant que manager, Hervé Durquety et Olivier August se partageant le rôle d'entraîneur des avants avec chacun leur propre palette de spécialités, Marc Dal Maso intervenant en tant que consultant à la mêlée, et Éric Artiguste occupant le rôle d'entraîneur des arrières.

### Effectif professionnel
Au lancement de la saison 2024-2025, l'US Dax totalise un nombre de 37 joueurs sous contrat professionnel. 32 d'entre eux étaient présents dans le groupe lors de la saison précédente.
Les capitaines désignés à l'intersaison sont les pensionnaires de la troisième ligne Arnaud Aletti et Jean-Baptiste Barrère, qui entament respectivement leur sixième et deuxième année au sein du club dacquois,. En leur absence, Genesis Mamea Lemalu assure ponctuellement ce rôle.
| Nom                     | Poste            | Date de naissance | Nationalité sportive | Statut international | Club précédent           | Arrivée au club | Fin de contrat | Formé au club |
| ----------------------- | ---------------- | ----------------- | -------------------- | -------------------- | ------------------------ | --------------- | -------------- | ------------- |
| Dino Casadeï            | Pilier           | 1er novembre 2000 | France               | -                    | Stade montois            | 2024            | 2026           | -             |
| Thibaud Dréan           | Pilier           | 6 janvier 1992    | France               | -                    | US Carcassonne           | 2019            | 2026           | oui           |
| Diogo Hasse Ferreira    | Pilier           | 17 octobre 1996   | Portugal             | Portugal             | Stade dijonnais          | 2021            | 2025           | -             |
| Nephi Leatigaga         | Pilier           | 5 décembre 1993   | Samoa                | Samoa                | Waratahs                 | 2023            | 2025           | -             |
| David Lolohea           | Pilier           | 26 février 1992   | Tonga                | Tonga                | Provence Rugby           | 2023            | 2025           | -             |
| Matthieu Loudet [Part.] | Pilier           | 24 avril 1998     | France               | -                    | RC Narbonne              | 2023            | 2025           | -             |
| Louis Mary              | Pilier           | 12 janvier 2000   | France               | -                    | Stade niçois             | 2021            | 2025           | oui           |
| Louis Barrère           | Talonneur        | 5 février 2001    | France               | -                    | Section paloise          | 2022            | 2025           | oui           |
| Kito Falatea            | Talonneur        | 3 août 1998       | France               | -                    | Bourges XV               | 2024            | 2025 (2026)    | -             |
| Iban Hiriart-Urruty     | Talonneur        | 13 mai 1993       | France               | -                    | Saint-Jean-de-Luz olymp. | 2023            | 2026           | -             |
| Mattieu Bidau           | Deuxième ligne   | 16 janvier 1996   | France               | -                    | AS Mérignac              | 2016            | 2025           | oui           |
| Lucas Guillaume         | Deuxième ligne   | 14 avril 1991     | Espagne              | Espagne              | SC Albi                  | 2024            | 2026           | -             |
| Étienne Loiret          | Deuxième ligne   | 30 juin 1996      | France               | -                    | Aviron bayonnais         | 2018            | 2025           | -             |
| Alexandre Manukula      | Deuxième ligne   | 5 août 1996       | France               | -                    | Colomiers Rugby          | 2024            | 2027           | -             |
| Jean-Baptiste Singer    | Deuxième ligne   | 19 décembre 1994  | France               | -                    | Stade aurillacois        | 2023            | 2025           | -             |
| Arnaud Aletti           | Troisième ligne  | 25 janvier 1996   | France               | -                    | RC Aubenas               | 2019            | 2027           | -             |
| Paul Ausset             | Troisième ligne  | 19 juin 1999      | France               | -                    | Stade toulousain         | 2022            | 2026           | -             |
| Jean-Baptiste Barrère   | Troisième ligne  | 15 décembre 1989  | France               | -                    | AS Béziers               | 2023            | 2025           | -             |
| Jean Despiau            | Troisième ligne  | 23 octobre 2001   | France               | -                    | US Salles                | 2020            | 2025           | oui           |
| Brice Ferrer            | Troisième ligne  | 12 avril 1994     | Espagne              | Espagne              | SO Chambéry              | 2018            | -              | -             |
| Genesis Mamea Lemalu    | Troisième ligne  | 22 septembre 1988 | Samoa                | Samoa                | USA Perpignan            | 2023            | 2025           | -             |
| Ratu Nacika             | Troisième ligne  | 11 février 1997   | Fidji                | -                    | RC Tao                   | 2023            | 2027           | -             |
| Théo Trémeau            | Troisième ligne  | 10 novembre 1998  | France               | -                    | -                        | 2007            | 2025           | oui           |
| Sam Wasley              | Troisième ligne  | 11 juillet 1995   | Nouvelle-Zélande     | -                    | Real Ciencias RC         | 2023            | 2025           | -             |
| Simon Garrouteigt       | Demi de mêlée    | 7 mai 1996        | France               | -                    | -                        | [ note 7 ]      | 2025           | oui           |
| Paul Ravier             | Demi de mêlée    | 28 novembre 1996  | France               | -                    | Blagnac Rugby            | 2023            | 2025           | -             |
| Sylvère Reteau          | Demi de mêlée    | 6 novembre 1997   | France               | -                    | -                        | 2002            | 2027           | oui           |
| Hugo Cerisier           | Demi d'ouverture | 8 juillet 1998    | France               | -                    | CA Périgueux             | 2016            | 2027           | oui           |
| Romuald Séguy           | Demi d'ouverture | 5 février 1996    | France               | -                    | Colomiers Rugby          | 2023            | -              | -             |
| Hugo Fourquet           | Centre           | 15 avril 2002     | France               | -                    | Aviron bayonnais         | 2022            | 2025           | -             |
| Benjamin Puntous        | Centre           | 17 septembre 1999 | France               | -                    | US Montauban             | 2023            | 2025           | oui           |
| Jale Vatubua            | Centre           | 30 août 1991      | Fidji                | Fidji                | Section paloise          | 2024            | 2026           | -             |
| Guillaume Bouche        | Ailier           | 18 janvier 2000   | France               | -                    | Aviron bayonnais         | 2022            | 2025           | -             |
| Théo Gatelier           | Ailier           | 31 mars 1998      | France               | -                    | US Mugron                | 2017            | 2027           | oui           |
| Maxime Oltmann          | Ailier           | 28 décembre 1995  | Allemagne            | Allemagne            | Stado Tarbes PR          | 2023            | 2025           | -             |
| Alexandre Pilati        | Ailier           | 24 janvier 1996   | Côte d'Ivoire        | Côte d'Ivoire        | Union Bordeaux Bègles    | 2017            | -              | oui           |
| Viliame Tutuvuli [JM]   | Ailier           | 10 octobre 2001   | Fidji                | -                    | ASM Clermont             | 2024            | 2025           | -             |
| Théo Duprat             | Arrière          | 25 juin 2000      | France               | -                    | Stade montois            | 2022            | 2026           | oui           |

### Joueurs du centre de formation
La classe 2024-2025 du centre de formation tenu par Thierry Gatineau depuis 2023 compte huit pensionnaires dont quatre nouveaux stagiaires.
| Nom              | Poste          | Date de naissance | Nationalité sportive | Statut international | Club précédent        | Arrivée au club | Fin de contrat | Formé au club |
| ---------------- | -------------- | ----------------- | -------------------- | -------------------- | --------------------- | --------------- | -------------- | ------------- |
| Raphaël Laboille | Pilier         | 21 décembre 2004  | France               | -                    | US Tyrosse            | 2022            | -              | oui           |
| Paul Laperne     | Talonneur      | 6 septembre 2003  | France               | -                    | Biarritz olympique    | 2023            | -              | oui           |
| Amine Maalla     | Deuxième ligne | 26 mars 2003      | France               | -                    | Union Bordeaux Bègles | 2024            | 2026           | -             |
| Bastien Daguerre | Centre         | 14 août 2002      | France               | -                    | Soyaux Angoulême XV   | 2023            | 2027           | oui           |
| Noah Nene        | Centre         | 14 octobre 2004   | France               | -                    | Stade français Paris  | 2024            | 2025           | -             |
| Louis Couget     | Ailier         | -                 | France               | -                    | Aviron bayonnais      | 2024            | -              | -             |
| Diego Miranda    | Ailier         | 18 mars 2004      | France               | -                    | Union Bordeaux Bègles | 2024            | -              | -             |
| Jope Naseara     | Ailier         | 11 décembre 2002  | Fidji                | -                    | Mahurangi RFC         | 2023            | 2027           | oui           |

| Nom           | Poste           | Date de naissance | Nationalité sportive | Statut international | Club précédent  | Arrivée au club | Fin de contrat | Formé au club |
| ------------- | --------------- | ----------------- | -------------------- | -------------------- | --------------- | --------------- | -------------- | ------------- |
| Logan Dubois  | Troisième ligne | -                 | France               | -                    | RC Toulon       | 2024            | -              | oui           |
| Malo Hannoyer | Troisième ligne | -                 | France               | -                    | Stade bordelais | 2023            | -              | oui           |

### Statistiques individuelles
Le demi d'ouverture Romuald Séguy termine, à l'issue de la phase régulière de la saison, septième meilleur réalisateur du championnat, avec 196 points à son actif (tous inscrits au pied). Derrière lui, l'autre demi d'ouverture Hugo Cerisier se classe à la 25e place avec 99 points (tous inscrits au pied),.
En ce qui concerne les meilleurs marqueurs d'essais du club, c'est le deuxième ligne Jean-Baptiste Singer qui tient la première place au club, ainsi que la 29e ex-aequo du championnat, grâce à sept essais marqués pendant la phase régulière. Il est suivi par l'arrière Théo Gatelier avec six essais,.
Sur l'ensemble de la saison, un nombre moyen de 18,97 joueurs issus des filières de formation est comptabilisé sur les feuilles de match dacquoises ; le seuil minimal à respecter, sous peine d'un retrait de points au démarrage de la saison suivante, est de 16 joueurs JIFF pour un club pensionnaire de Pro D2.
Parmi les « XV type » de la saison 2024-2025 de Pro D2 élus par la presse spécialisée, Jean-Baptiste Singer est l'un des deux deuxième ligne retenus par les rédacteurs du périodique Midi olympique tout au long de la phase régulière.

### Joueurs en sélection nationale
Le Portugais Diogo Hasse Ferreira est sélectionné au mois de juillet dans le cadre de la tournée estivale de l'équipe nationale du Portugal en Namibie et en Afrique du Sud,. Il dispute les deux rencontres en tant que titulaire, le 13 juillet contre la Namibie au stade Hage Geingob (en) de Windhoek (victoire 22 à 37), puis le 20 juillet contre l'Afrique du Sud au Free State Stadium de Bloemfontein (défaite 64 à 21). Lors de la fenêtre internationale automnale, il est aligné en tant que remplaçant pour le test match à domicile contre les États-Unis au stade municipal de Coimbra (défaite 17 à 21) avant d'être titularisé pour le déplacement au Murrayfield Stadium d'Édimbourg contre l'Écosse (défaite 59 à 21). Il est rappelé en début d'année civile 2025 dans le cadre du championnat d'Europe. En phase de poule, au stade du Restelo de Lisbonne, il est titularisé le 1er février contre la Belgique (victoire 40 à 30) puis remplaçant le 9 février contre l'Allemagne (victoire 56 à 14) avant d'être titularisé au stade municipal de Botoșani pour affronter la Roumanie (victoire 6 à 34). Lors de la demi-finale, titularisé avec les Lobos, ces derniers s'inclinent 31 à 42 contre l'Espagne, à domicile au stade national du Jamor de Oeiras ; à nouveau titularisé lors du match de classement deux semaines plus tard, au centre de haute performance du Jamor, le Portugal concède la 3e place contre la Roumanie sur le score de 7 à 21.
Brice Ferrer est appelé dans le groupe de l'équipe nationale d'Espagne dans le cadre de la tournée d'automne : il prend part à la réception des États-Unis au stade national complutense de Madrid (défaite 23 à 26). Il réintègre le groupe espagnol dans le cadre du championnat d'Europe, appelé dans le groupe étendu pour la 3e journée et titularisé pour la réception de la Géorgie au stade national complutense de Madrid (défaite 32 à 62).
Début janvier 2025, Noah Nene est appelé dans le groupe initial de 42 joueurs de l'équipe de France constitué pour préparer le Tournoi des Six Nations 2025 ; il ne dispute néanmoins aucune des rencontres.
Avant l'ouverture de la saison 2025-2026, Guillaume Bouche et Diego Miranda sont appelés dans le groupe de l'équipe de France de rugby à sept dans le cadre des deux étapes du championnat d'Europe 2025, ; les Bleus remportent la première étape de Makarska en Croatie puis la deuxième de Hambourg en Allemagne, assurant le sacre de champion d'Europe pour l'équipe de France.

## Aspects juridiques et économiques

### Structure juridique et organigramme
En 2024-2025, l'équipe professionnelle est gérée par la SASP US Dax rugby Landes, entreprise déclarée le 3 juillet 1998 et présidée depuis le 1er juillet 2023 par Benjamin Gufflet. La SASP est liée par le biais d'une convention à l'association loi de 1901 US Dax rugby, déclarée le 31 juillet 1997, structure qui regroupe le centre de formation et les équipes amateurs.
| Direction | Sportif |
| --- | --- |
| - Directoire : - Président : Benjamin Gufflet - Directeur général : Adrien Asteggiano - Directeur sportif : Benoît August - Conseil de surveillance : - Président : Xavier Ponteins | - Équipe première : - Manager : Jean-Frédéric Dubois - Entraîneurs des avants : Hervé Durquety et Olivier August - Consultant à la mêlée : Marc Dal Maso - Entraîneur des arrières et de la défense : Éric Artiguste - Directeur sportif : Benoît August - Analyste vidéo : Fabrice Duberger - Data scientist : Victor Azalbert - Préparateur physique : Christophe Damien et Sébastien Louis - Autres membres : Rémy Casa, Claude Puyobrau, Laurent Sempe - Centre de formation : - Directeur de la formation : Thierry Gatineau |

### Éléments comptables
Le budget prévisionnel de l'US Dax est environ de 6,3 millions d'euros à l'ouverture de la saison, en légère augmentation par rapport à celui de l'exercice précédent,. Le club se classe ainsi sur ce critère à l'avant-dernière place du classement de Pro D2.

### Tenues, équipementiers et sponsors
L'US Dax est équipée par la marque italienne Macron, dans le cadre d'un contrat avec Sport'R, distributeur officiel de l'équipementier dans le Sud-Ouest de la France dont le siège est à Pau.
L'équipe évolue avec trois jeux de maillots, de couleur principale, blanche, rouge, et or. Le deuxième ensemble dit « extérieur » est entièrement rouge. Le troisième ensemble alternatif est quant à lui de couleur or, dans le cadre des célébrations des 120 ans du club avec un maillot or à col blanc, un short similaire et des chaussettes blanches, tandis que le premier jeu de maillot est complémentaire, à dominante blanche et motifs or.
L'emplacement sponsor principal est mis à disposition par bloc de match de manière ponctuelle ; le centre commercial Le Grand Mail de Saint-Paul-lès-Dax, déjà partenaire majeur depuis la saison 2021-2022, concède de déplacer son espace alloué sur le maillot tout en maintenant son niveau de participation financière afin de permettre ce nouveau modèle commercial. Le fonds de dotation du club Fon'DAXtion est mis en avant lors des trois premiers matchs. Dans le cadre du derby landais aller, la station thermale les Thermes Saubusse apparaît alors en tant que sponsor principal, tandis que le groupement d'officines pharmaceutiques Elsie Santé prend place sur la manche gauche. En début d'année civile 2025, l'enseigne de magasins de bricolage Weldom est affichée à son tour sur l'emplacement principal. Les Thermes Saubusse deviennent finalement le sponsor principal de manière permanente à partir du mois de février, tandis que l'emplacement de la manche gauche est quant à lui occupé par le cabinet de conseil Spartes à partir de la fin du mois de janvier.
Parmi les sponsors permanents, hormis le Grand Mail décalé vers le pectoral gauche par rapport à la saison précédente, la communauté d'agglomération Grand Dax Agglomération est placée en vis-à-vis droite, entourant l'équipementier et le logo du club en partie centrale. La ville de Dax est mise en avant dans le haut du dos, tandis qu'Unikalo, fabrique de peinture pour bâtiment, est placée dans le bas du dos. Sur le short, XC Patrimoine est mis en avant sur la jambe gauche du short, tandis que le Crédit agricole Aquitaine se trouve sur l'arrière de la jambe gauche.

## Affluence et couverture médiatique

### Affluence au stade
Un total d'environ 89 608 à 88 076 entrées – selon les données communiquées par le périodique Sud Ouest à chacun de ses rapports et résumés de match ainsi que celles partagées par le club en fin de saison – a été enregistré pour les quinze rencontres de championnat de l'US Dax au stade Maurice-Boyau, l'affluence moyenne du club à domicile étant d'environ 5 872 à 5 974 entrées. En prenant en compte uniquement les quatorze rencontres jouées au stade Maurice-Boyau, l'affluence moyenne du club à domicile est de 5 226 entrées, soit un taux de remplissage d'environ 70 % pour une capacité du stade homologuée par la Ligue nationale de rugby à 7 412 places.
Le record d'affluence de la saison est réalisé lors de la délocalisation du derby landais contre le Stade montois, 12 240 spectateurs assistant à la rencontre. Au stade Maurice-Boyau, la plus grande affluence est enregistrée lors de la réception du Biarritz olympique avec 7 022 spectateurs.
À la fin de la saison 2024-2025, l'US Dax dénombre 781 abonnés.
Affluence approximative à domicile (stade Maurice-Boyau ; délocalisation J11)

### Retransmissions télévisées
À partir de la saison 2020-2021 et jusqu'en 2026-2027, les droits télévisuels de la Pro D2 sont attribués en exclusivité au groupe Canal+, ; ils sont reconduits en 2024 pour la période 2027-2028 à 2030-2031 plus une saison optionnelle,.
Les rencontres de chaque journée sont partagées entre les différents canaux du groupe. Le match d'ouverture est retransmis par Canal+ Sport le jeudi en première partie de soirée à 21 h, ainsi que deux autres matchs le vendredi en avant-soirée et première partie de soirée, à 19 h et 21 h. L'ensemble des autres matchs non-décalés du vendredi soir, à 19 h 30, sont proposés sur Canal+ Live,,.
Suivant cette grille de diffusion, l'ensemble des matchs de l'US Dax est retransmis en direct.

## Extra-sportif

### Stade
La tribune honneur fait l'objet d'une rénovation lors de l'intersaison 2024, à partir du 10 juin : des sièges individuels rouges et blancs sont installés en lieu et place des bancs historiques en bois, tandis que la structure bénéficie d'une nouvelle mise en peinture, ; ces travaux induisent une baisse de capacité d'environ 300 places, soit une nouvelle capacité d'environ 7 112 places. La pelouse fait quant à elle l'objet d'un entretien. L'aménagement des nouveaux vestiaires en extension Nord de la tribune historique prend également forme,.
Le 8 juillet 2025, la Ligue nationale de rugby annonce le résultat de sa procédure d'évaluation des pelouses de stades occupés par les clubs professionnels de Top 14 et de Pro D2, en vigueur depuis la saison 2015-2016. Suivant plusieurs critères de type esthétique, infrastructurel, agronomique et biomécanique, celle du stade Maurice-Boyau est classée 11e sur 22 parmi les terrains « naturels » et « naturels renforcés » avec un total de 75 points.